# Acalyptris platani
Acalyptris platani is een vlinder van de familie van de dwergmineermotten (Nepticulidae), van de onderfamilie van de Nepticulinae. De wetenschappelijke naam van deze soort is voor het eerst voorgesteld als Weberia platani door Johann Müller-Rutz in een publicatie uit 1934.
De spanwijdte bedraagt 5,2 tot 5,4 millimeter.

## Voorkomen
De soort komt wijd verspreid voor van Zuid-Europa tot in het westen van Azië, van Portugal tot en met Iran.

## Biologie
De rups leeft op Platanus orientalis en aangeplante Platanus hybrida (Platanaceae). Het ei wordt op de onderkant van het blad afgezet, meestal tegen een nerf. De rups leeft in en van het blad en vormt zo een vraatspoor in de vorm van een gangetje dat een gangmijn wordt genoemd.